# Rio Bonito
Rio Bonito is een gemeente in de Braziliaanse deelstaat Rio de Janeiro. De gemeente telt 55.051 inwoners (schatting 2009).

## Aangrenzende gemeenten
De gemeente grenst aan Casimiro de Abreu, Cachoeiras de Macacu, Silva Jardim, Saquarema en Tanguá.

## Verkeer en vervoer
De plaats ligt aan de noord-zuidlopende weg BR-101 tussen Touros en São José do Norte. Daarnaast ligt ze aan de weg RJ-124.